# 壬生駅 (京都府)
壬生駅（みぶえき）は、京都府京都市中京区壬生賀陽御所町にあった京福電気鉄道嵐山本線の停留場である。

## 歴史
- 1914年（大正3年）度：開業[1]。
- 1918年（大正7年）以降：廃止[1]。
- 1925年（大正14年）頃：再開業、のちに休止[1]。
- 1929年（昭和4年）6月26日：営業再開。1952年以前に再び休止[1]。
- 1952年（昭和27年）頃：営業再開[1]。
- 1971年（昭和46年）7月11日：廃止[1]。

## 停留場構造
四条通と壬生川通との交差点付近にあり、当初は相対式のホームであったが、後に壬生川通を挟んで上下線のホームが分かれる形（千鳥式）に変更された。なお、京都市電千本線の壬生車庫前停留所 とは数百メートル離れていた。

## 停留場周辺
当停留場は壬生川通沿いにある四条大宮2号踏切に隣接していたが、駅の遺構は残っていない。近隣には京都中央信用金庫などが入居するオフィスビルやマンションが建つ。一軒家は南北にあるが、軒数は南の方が多い。

## 廃止後
2007年に実施された駅ナンバリングでは、四条大宮駅（駅番号A1）と西院駅（駅番号A3）の間のA2が欠番となっていた。両駅間の新駅設置構想を計画していたことがうかがえるが、2016年4月1日に駅ナンバリングの変更が行われ、A2は西院駅に割り当てられ、A4以降の駅も1つずつ繰り上げられた。

## 隣の停留場
京福電気鉄道
嵐山本線
四条大宮駅 - 壬生駅 - 西院駅